# Pitso Mosimane
Pitso Mosimane est un ancien footballeur sud-africain, né le 26 juillet 1964 à Kagiso (en) (dans la province sud-africaine de Gauteng) devenu entraîneur.

## Carrière
Ce milieu de terrain est sélectionné en équipe d'Afrique du Sud à quatre reprises, lors de qualifications pour la Coupe d'Afrique des nations.
Après sa carrière de joueur, il poursuit une carrière d'entraîneur au Supersport United, à partir de 2001. En 2006, il est sélectionneur par intérim de l'équipe d'Afrique du Sud, avant de devenir l'adjoint du Brésilien Carlos Alberto Parreira de 2006 à 2010. Il est ensuite désigné par la Fédération d'Afrique du Sud de football pour prendre la tête de la sélection après la Coupe du monde en Afrique du Sud.
Fin novembre 2012, il est nommé entraineur de Mamelodi Sundowns, qu'il mène à deux titres de champion d'Afrique du Sud et à une victoire en Ligue des champions de la CAF en 2016 et la Supercoupe d'Afrique en 2017.

## Palmarès

### Palmarès de joueur
- 1994 - Champion de Grèce de deuxième division avec l'Ionikos Le Pirée

### Palmarès d'entraîneur
Supersport United (2 titres)
- Coupe d'Afrique du Sud (1) : 2005
  - SAA Supa 8 (en) (1) : 2006
- Vice-champion d'Afrique du Sud : 2002 et 2003

 Mamelodi Sundowns (8 titres)
- Ligue des champions de la CAF (1) : 2016
- Supercoupe de la CAF (1) : 2017
- Championnat d'Afrique du Sud (4) : 2014, 2016, 2018, 2019
- Coupe d'Afrique du Sud (2) : 2015, 2020

 Al Ahly SC (6 titres)
- Ligue des champions de la CAF (2) : 2020, 2021
- Coupe d'Égypte (1) : 2020
- Champion d'Égypte (1) : 2020
- Supercoupe de la CAF (2) : 2021 (mai), 2021 (décembre)

 Al Ahli SC (1 titres)
- Championnat d'Arabie de football D2 (1): 2023
- 3éme place Coupe du monde des clubs de la FIFA en 2020 et 2021.